# Strahinja Rašović
Strahinja Rašović (serbisch-kyrillisch Страхиња Рашовић; * 9. März 1992 in Belgrad) ist ein serbischer Wasserballspieler. Bei Olympischen Spielen gewann er mit der Nationalmannschaft zwei Goldmedaillen.

## Sportliche Karriere
Strahinja Rašović und sein jüngerer Bruder Viktor Rašović begannen mit dem Wasserballsport, da ihr Vater beim Belgrader Schwimmbad im Tašmajdan angestellt war.
Der 1,89 Meter große Strahinja Rašović war als Profi außer in Serbien auch in Spanien und Ungarn tätig, neben fünf serbischen Meistertiteln siegte er 2016 und 2017 mit CN Barceloneta in der spanischen Meisterschaft. 2024 war er bei Vasas Budapest.
Strahinja Rašović gewann mit der serbischen Juniorenauswahl 2009 Bronze bei der Juniorenweltmeisterschaft, 2011 gewann die Mannschaft Gold. Er spielte bereits 2014 in der Nationalmannschaft, konnte sich aber zunächst nicht etablieren.
Bei der Weltmeisterschaft 2019 belegte die serbische Mannschaft den fünften Platz, nachdem sie im Viertelfinale mit 9:12 gegen die Spanier verloren hatten. Bei den wegen der COVID-19-Pandemie erst 2021 ausgetragenen Olympischen Spielen in Tokio unterlag Serbien in der Vorrunde gegen Spanien und Kroatien. Nach einem Viertelfinalsieg über Weltmeister Italien und einem Halbfinalsieg über die Spanier gewannen die Serben das Finale gegen die Griechen mit 13:10. Rašović hatte im Halbfinale zwei Tore erzielt, im Finale traf er nicht.
Strahinja Rašović belegte mit der serbischen Mannschaft den fünften Platz bei der Weltmeisterschaft 2022 nach einem 12:14 gegen Kroatien im Viertelfinale. Bei der Weltmeisterschaft 2023 gewannen die Serben im Viertelfinale gegen Italien nach Fünf-Meter-Schießen. Einem 7:13 gegen die Griechen im Halbfinale folgte ein 6:9 gegen Spanien im Kampf um Bronze. Im Februar 2024 bei der Weltmeisterschaft in Doha verloren die Serben im Viertelfinale mit 13:15 gegen die Kroaten und belegten schließlich den sechsten Platz.
Bei den Olympischen Spielen 2024 in Paris spielten Strahinja und Viktor Rašović
gemeinsam in der Nationalmannschaft. In der Vorrunde erreichte die serbische Mannschaft den vierten Platz. Nach Siegen über Griechenland mit 12:11 im Viertelfinale und das US-Team 10:6 im Halbfinale standen die Serben im Finale und trafen auf die Kroaten, die in der Vorrunde ebenfalls Gruppenvierte geworden waren. Serbien siegte im Endspiel mit 13:11 und gewann die dritte olympische Goldmedaille in Folge. Beide Brüder standen im Finale in der Startaufstellung, beide spielten mehr als die Hälfte der Zeit und beide erzielten im Finale einen Treffer.